# Lofergebergte
Het Lofergebergte of Lofer Steengebergte (Duits: Loferer Steinberge) is een bergrug in de Noordelijke Kalkalpen. De bergrug ligt in Oostenrijk in de deelstaten Tirol en Salzburg. Het Lofergebergte is gescheiden van het Leoganggebergte in het zuidoosten door de 1.202 meter hoge Römersattel. Het gebergte is genoemd naar het dorp Lofer in het naastgelegen dal. 

## Belangrijkste bergtoppen
- Ulrichshorn (2.032 meter)
- Großes Ochsenhorn (2.511 meter)
- Mitterhorn (Großes Hinterhorn) (2.506 meter)
- Großes Reifhorn (2.480 meter)
- Breithorn (2.413 meter)
- Großes Rothorn (2.409 meter)
- Rothörnl (2.394 meter)
- Geislhörner (2.291 meter)
- Seehorn (2.155 meter)
- Zwölferhörnl (2.104 meter)